# Frederick Chiluba
Frederick Jacob Titus Chiluba (Kitwe, 1943. április 30. – Lusaka, 2011. június 18.) zambiai szakszervezeti vezető, politikus, 1991 és 2002 között Zambia államfője volt. Szakszervezeti vezetőként, a Többpárti Demokráciáért Mozgalom (MMD) jelöltjeként 1991-ben nyerte meg az elnökválasztást, maga mögé utasítva az államfői posztot akkor már hosszú évek óta betöltő Kenneth Kaundát. 1996-ban újraválasztották, második terminusát betöltve a 2001-es választáson már nem indulhatott, s utódjaként addigi alelnöke, Levy Mwanawasa került az államfői posztra. Az elnöki hivatal letétele után Chiluba ellen hosszan tartó bírósági eljárás indult nagy értékű sikkasztás vádjával,  de 2009-ben felmentették a vádak alól.

## Ifjúkora
Jacob Titus Chiluba Nkonde és Diana Kaimba gyermekeként az akkor még észak-rodéziai Kitwében nőtt fel. Középiskolai tanulmányait Kawambwa városában kezdte meg, de a második tanévben politikai tevékenysége ürügyén eltávolították a tanintézményből. Később buszsofőrként kereste a kenyerét, e munkakörben ismerte fel karizmáját és eszmélt rá politikusi képességeire.  Idővel városi tanácsosi állásba került, majd a svéd tulajdonú Atlas Copco könyvelőjeként helyezkedett el, végül Ndolában a Nemzeti Építésügyi Szövetség (National Union of Building) szakszervezeti munkatársa lett.

## Szakszervezeti tevékenysége
Chiluba idővel a Zambiai Szakszervezetek Kongresszusának (ZCTU) elnöki székébe került. Miután vezetőtársaival együtt élére állt a zambiai gazdaságot megbénító, jogellenesen szervezett sztrájknak, 1981-ben Kenneth Kaunda államfő rendeletére társaival együtt bírósági eljárás alá vonták. Miután a bíróság letartóztatásukat alkotmányellenesnek ítélte, valamennyiüket szabadon engedték. 1987-ben sikeresen hárította el az Építőmérnökök és Általános Munkások Nemzeti Szövetsége (NUBEGW) élén végzett elnöki tevékenységét ért támadásokat, amivel a ZCTU vezetői posztját is megtartotta.

## Politikusi tevékenysége
Chiluba a Többpárti Demokráciáért Mozgalom (MMD) támogatásával indult el az 1991. évi elnökválasztási kampányban. Karizmatikus egyénisége, természetessége és szónoki képességei diadalra segítették Kenneth Kaunda ellenében, s 1991. november 2-án elfoglalhatta az elnöki hivatalt. 1996-ban újraindult második ötéves elnöki mandátumáért és győztesen is került ki az elnökválasztásból, dacára az apja zairei származása körüli jogi vitáknak, amelyek az alkotmány alapján elnökké választhatóságát alapjaiban kérdőjelezték meg.
Chiluba államférfiúi tevékenységének megítélése ambivalens. Politikai-társadalmi elgondolásait a szocializmus hatása jellemezte. A Nemzetközi Valutaalappal és a Világbankkal megszakította a kapcsolatokat, ugyanakkor az általa keresztülvitt néhány gazdasági reformmal éppen a tervgazdálkodás felszámolását tűzte ki célul. Közvetítőként közreműködött a szomszédos Kongói Demokratikus Köztársaság polgárháborús viszonyainak rendezésében, de Zambiában tehetetlennek bizonyult a bűnözés megfékezésében és a szegénység visszaszorításában. Pártjának parlamenti többsége sem jelentett biztosítékot politikai céljai eléréséhez. Szándékában volt egy új alaptörvény megalkotása, hogy alkotmányosan lehetővé váljon harmadszori elnöki mandátuma, de ehhez sem a parlamenti többség, sem a kormányzat oldaláról nem lelt kellő támogatást. Végül kénytelen volt elállni az újraindulástól, s 2002. január 2-án korábbi alelnökének, Levy Mwanawasának adta át az elnöki hivatalt.
A később ellene folyó büntetőeljárás megmérgezte a Mwanawasával és az MMD-vel való viszonyát. 2006-ban Mwanawasa fő kihívóját, Michael Satát támogatta az elnökválasztáskor. Mwanawasa 2008-ban bekövetkezett halála és Rupiah Banda elnökké választása véget vetett a politikai élet perifériájára szorulásának: 2009-ben ejtették az ellene felhozott vádakat, s Chiluba ezt követően Banda egyik fő támogatója és az ellenzéki vezetők erőteljes kritikusa lett.

## Büntetőügye
Miután 2002-ben átadta az elnöki hivatalt, az utódja, Mwanamasa által meghirdetett korrupcióellenes hadjárat egyik célpontja lett. 2003 februárjában Chiluba, valamint egykori titkosszolgálati főnöke, Xavier Chungu és néhány minisztere ellen bírósági eljárás indult 40 millió dollár értékben elkövetett, 168 rendbeli sikkasztás vádjával. A gyanú szerint a pénzügyminisztérium költségvetési keretéből a Zambiai Nemzeti Kereskedelmi Bank (Zanaco) londoni fiókjában nyitott számlára vándorolt át ez a pénzösszeg. Chiluba elismerte a bankszámla létezését, de azt állította, hogy azt a külföldön végzett titkosszolgálati tevékenység finanszírozására használták. A nyomozóhatóság szerint azonban ebből az összegből Chiluba és Chunga magánjellegű kiadásait pénzelték. A vádpontok legtöbbjét később elejtették, de a bírósági eljárás nem szűnt meg ellenük. 2006 elején Chiluba a Dél-afrikai Köztársaságba utazott, hogy szívpanaszait kezeltesse, s a zambiai kormány hívására csak július 15-én tért haza.
2007. május 4-én végül egy egyesült királyságbeli polgárjogi bíróság bűnösnek találta 46 millió dollár elsikkasztásában. A londoni legfelsőbb bíróság, a High Court of Justice helybenhagyta az ítéletet, megkérdőjelezhetetlen tényként kezelve, hogy Chiluba vagyona országa kizsákmányolásából származik. Az egykori zambiai elnök a verdiktet kimondó legfelsőbb bírót azzal vádolta meg, hogy a Mwanawasa-rezsim szolgálatában áll, s fellebbezését a fellebbviteli bíróság 2008-ban befogadta.
2007 júniusában Chilubát a perköltséggel és a kamatokkal megnövelt 58 millió dollár visszafizetésére és lusakai otthonának ellenszolgáltatás nélküli elhagyására kötelezték. Az időközben orvosi kezelés alatt álló Chiluba július 27-én ismét a Dél-afrikai Köztársaságba távozott, hogy szívbántalmait kezeltesse. A büntetőügy tovább folyt, végül 2008 májusában a zambiai kormányzat bejelentette, hogy mintegy 60 millió dollár értékű, 1991 és 2002 között elsikkasztott vagyon visszakerült az államkasszába. 2009. augusztus 17-én ejtették a Chiluba elleni valamennyi vádpontot.

## Halála
Chiluba 2011. június 18-án, röviddel éjfél után halt meg. Szóvivője híradása szerint a Chiluba halálát megelőző nap a szokásos keretek között folyt, az egykori elnök ügyvédeivel is találkozott, s csupán a kései órákban panaszkodott gyomorfájdalmakra.

## Fordítás
- Ez a szócikk részben vagy egészben  a   Frederick Chiluba című angol Wikipédia-szócikk ezen változatának fordításán alapul.  Az eredeti cikk szerkesztőit annak laptörténete sorolja fel. Ez a jelzés csupán a megfogalmazás eredetét és a szerzői jogokat jelzi, nem szolgál a cikkben szereplő információk forrásmegjelöléseként.